# 许国保
许国保（1901年—1993年），男，浙江海宁人，中国物理学家，曾任上海交通大学教授、浙江大学教授、同济大学教授、华东师范大学教授。